# Königsberger Tageblatt
Het Königsberger Tageblatt was een Duits boulevardblad uit de stad Koningsbergen (Duits: Königsberg, tegenwoordig Kaliningrad) dat verscheen tussen 1897 en 1945. Het blad werd uitgegeven door dezelfde uitgever als de Hartungsche Zeitung, een krant die toen al meer dan 200 jaar verscheen. De oplage van de krant was in 1930 60.000 exemplaren. Sinds 1906 werd de krant gedrukt in de nieuwbouw op de Münchenhofplatz, daarvoor was dat in het voormalige raadhuis van Löbenicht. De Hartungsche Zeitung werd in 1933 verboden door de NSDAP maar het Tageblatt bleef wel verder bestaan. Tijdens de nacht van 30 op 31 augustus 1944 werd een groot deel van de stad verwoest, na deze datum verschenen er nog drie noodedities. Na de oorlog verscheen de krant niet meer opnieuw omdat  het gebied geannexeerd werd door de Sovjet-Unie. 